# Rainbow washing
Rainbow washing è una parola formata dalla crasi tra "rainbow", arcobaleno, e "whitewashing", imbiancare o nascondere. Questa parola rappresenta una forma più specifica del pinkwashing, identificando un'attività sociale o di marketing indirizzata a presentare una realtà come gay-friendly allo scopo di aumentarne il consenso presso il pubblico. Si differenzia dal pinkwashing per il fatto che il termine pinkwashing viene utilizzato in senso più ampio: si parla infatti di pinkwashing non solo per identificare tecniche sociali o di marketing che fanno leva sulla presentazione di eventi gay-friendly ma, più in generale, tale termine, può essere riferito anche a tutte quelle tecniche comunicative che promuovono realtà (apparentemente) a favore dell'emancipazione femminile, sempre allo scopo di aumentarne il consenso a livello sociale.

## Storia
Il termine, recentissimo, discende dal neologismo pinkwashing e, come detto, ne costituisce una accezione più specifica orientata al solo mondo gay. Il rainbow washing è dunque utilizzato e sfruttato allo scopo di rendere più accattivante l'immagine di un prodotto, presentandolo come gay-friendly in termini pubblicitari o di brand.

## Marketing
Il neologismo rainbow washing è considerabile quale nuova frontiera del marketing internazionale. Esso deriva dal termine pinkwashing e ne rappresenta un aspetto maggiormente specifico, incentrato unicamente sullo sfruttamento delle tematiche LGBT al fine di proporre al pubblico un prodotto accattivante e gay-friendly, allo scopo di aumentarne le vendite. Lo scopo è quello di abbassare la soglia di attenzione del consumatore sugli aspetti qualitativi del prodotto, aumentandone le vendite grazie ad una politica comunicativa di marketing inclusiva che sfrutti forme pubblicitarie specifiche ovvero l'uso di brand che richiamino, attraverso forme, colori e simboli il mondo gay.
Al pari delle altre frontiere del marketing internazionale (greenwashing, pinkwashing) può essere sfruttata solo laddove sia stato raggiunto un adeguato senso civico di rispetto per le minoranze. Il rainbow washing fa leva su un diffuso senso civile di carattere inclusivo e può influenzare, in contesti socialmente sviluppati, le leve del marketing mix, soprattutto la leva del prodotto e la leva pubblicitaria. Anche la leva del prezzo e della distribuzione possono rimanere coinvolte, seppur in maniera minore, da tecniche di rainbow washing.
Il termine rainbow washing, nella sua specificità, non si estende però a tecniche di marketing simili che basino le proprie tecniche preponenti sul tema dell'emancipazione femminile o sul tema della lotta al tumore al seno. In quei casi, infatti, si può fare riferimento unicamente al neologismo pinkwashing.
Il termine identifica, quindi, una forma più specifica di pinkwashing indirizzata a fare diminuire l'attenzione sugli eventuali difetti del prodotto proponendolo unicamente tramite una visione gay-friendly, sfruttando una visione della vita gay senza stereotipi.
Accade spesso che il termine rainbow washing sia sostituito dal termine pinkwashing (di cui alcuni studiosi di marketing internazionale lo ritengono sinonimo) che, in maniera più ampia, comprende attività di marketing che basino le proprie tecniche di comunicazione su una visione positiva (abilmente orientata e talvolta persino mixata) sia del mondo gay, sia del mondo femminile, sia della dinamica della lotta al tumore al seno.